# Ladislav Kolář
Ladislav Kolář (* 1. prosince 1950 Brno) je český divadelní herec. Vystudoval konzervatoř v roce 1970, poté působil v mnoha divadlech, jako v Divadle Olomouc, Státním divadle Reduta Brno. Od 1. května 1990 má stálé angažmá v Městském divadle Brno.

## Role vMěstském divadle Brno
- Pantalone Agnivorla – Sluha dvou pánů
- Gábrlík – Škola základ života (hudební komedie)
- Admirál Bum – Mary Poppins (muzikál)
- Otec Zobar – Cikáni jdou do nebe
- Proutkař – Markéta Lazarová
- Alfréd Ďulínek – My Fair Lady (ze Zelňáku)
- Abram Beer – Koločava
- Otec Jakub – Balada o lásce (Singoalla)
- Josef – Betlém
- Papež – Becket aneb Čest Boží
- Jagilov Olbramovič – Nahá múza
- Florenc Ziegfeld – Funny Girl
- Theophile Marder – Mefisto
- Starý cikán, Don Alejandro – Zorro
- Múz – Cats
- Lurch – The Addams Family

## Filmové role
- 1993 – Dáma a smrt
- 1994 – Noční stráž
- 1997 – Hříšní lidé města brněnského
- 2007 – Cesta do Vídně a zpátky
- 2009 – Dům U Zlatého úsvitu